# المرابعين
قرية المرابعين هي إحدى القرى التابعة لمركز كفر الشيخ في محافظة كفر الشيخ في جمهورية مصر العربية. حسب إحصاءات سنة 2006، بلغ إجمالي السكان في المرابعين 6482 نسمة، منهم 3259 رجل و3223 امرأة.